# Peng'an
Peng'an är ett härad som lyder under Nanchongs stad på prefekturnivå i Sichuan-provinsen i sydvästra Kina. Det ligger omkring 220 kilometer öster om provinshuvudstaden Chengdu.